# Культура Финляндии
Культура Финляндии вобрала в себя как наследие тех языческих времён, когда почитались «духи природы» и «силы земли», так и возникшие позже христианские обычаи и праздники.
Благодаря своему географическому расположению и историческим особенностям, культура Финляндии подвергалась влиянию соседних балтийских, германских и славянских народов.
Со второй половины XX века в Финляндии наблюдается заметное влияние американской культуры, а также культур других стран и народов. Это связано и с развитием средств коммуникации, и с развитием туризма, и с тем, что значительная часть молодёжи учится или проходит стажировку в других странах, а молодёжь из других стран учится в Финляндии.
Культура Финляндии включает и культуру небольших национальных групп — саамов, финских шведов, финских татар и других, — сохраняющих собственные традиции и обычаи.

## История
Культура Финляндии всегда испытывала значительное влияние Швеции, тогда как длительное пребывание в составе России слабо отразилось на её развитии. После получения независимости в 1917 году финны акцентировали своё внимание на этнической самобытности своего культурного наследия. У сегодняшних финнов большим уважением пользуются сугубо национальные ценности и традиции.
На финскую культуру существенное влияние оказывал и оказывает финско-карельский национальный эпос «Калевала», собранный и переработанный выдающимся финским филологом и натуралистом Элиасом Лённротом (первое издание — в 1835 году, расширенный и доработанный вариант — в 1849 году). Влияние Калевалы можно найти и в литературе (например, в произведениях Алексиса Киви и Франса Силланпяя), и в музыке (особенно в творчестве Яна Сибелиуса).
Литература Финляндии до середины XIX века была большей частью шведскоязычной, литература на финском языке стала активно развиваться с 1830-х годов и к началу XX века стала доминирующей (в начале XXI века число жителей Финляндии, для которых шведский язык является родным, составляет менее 6 %).
Изобразительное искусство Финляндии с XIX века развивалось при поддержке передовых европейских школ Парижа, Дюссельдорфа, Санкт-Петербурга. В 1846 году было основано Финское художественное общество. На ниве изобразительного искусства Финляндии оставили значительный след Вернер Холмберг, заложивший основы национальной пейзажной живописи, художники Ялмар Мунстеръелм, Берндт Линдхольм и Виктор Вестерхольм, Адольф фон Беккер, Карл Янссон, полотна которого выдержаны в традициях позднего модернизма. Братья фон Райт создали романтические сельские пейзажи. Конец XIX столетия считается «золотым веком» финской живописи и отмечен творчеством таких мастеров, как Альберт Эдельфельт, Ээро Ярнефельт и Пекка Халонен. Крупнейшим представителем национального романтизма в живописи был Аксели Галлен-Каллела, писавший на сюжеты финского эпоса и фольклора. Самобытный талант Юхо Риссанена описывал сцены народного быта. Грандиозным портретистом был Антти Фаве́н. Известны в мире искусств также и имена женщин-живописцев Марии Вийк и Хелены Шерфбек.
Скульптура как жанр искусства в Финляндии начала развиваться лишь в середине XIX столетия. Среди талантливых скульпторов можно отметить Йоханнеса Таканена, Роберта Стигелла, Эмила Викстрёма, Алпо Сайло, Юрьё Лийполу и Гуннара Финне.
Понятие финской музыки отождествляется в мировой культуре с творчеством Яна Сибелиуса. Однако и другие финские композиторы были весьма успешны: Селим Пальмгрен, Юрьё Килпинен (композитор-песенник), Армас Ярнефельт (сочинитель романсов, хоровой и симфонической музыки) и Ууно Клами. Оскар Мериканто прославился как автор оперы «Дева Севера».
На сегодняшний день Финляндия занимает значительное место в европейской культуре. В Хельсинки, Турку, Тампере и Лахти имеются симфонические оркестры, во всех населённых пунктах есть хоры и песенные коллективы. В театральной жизни страны ведущие позиции занимают Финский национальный балет, Финский национальный театр, Финская национальная опера и Шведский театр. В городе Савонлинна в июле каждого года проходят международные оперные фестивали.
В 2010-х годах в Финляндии отмечалась рецессия трудовой занятости в сфере культуры.

## Литература

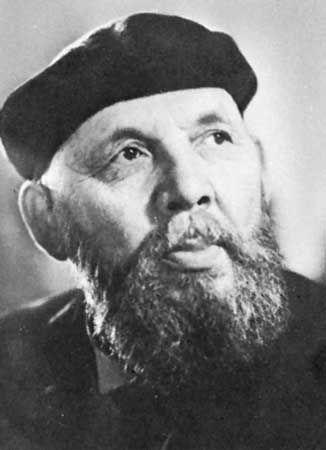
Лауреат Нобелевской премии по литературе 1939 года Франс Силланпяя

## Музыка

### Фольклор
Особое влияние на финскую музыку оказали традиционные карельские мелодии и лирика, которая черпала своё вдохновение из эпоса «Калевала». Карельская культура основана на понимании финских мифов и преданий. За последние несколько десятков лет, финская народная музыка стала частью популярной музыки (так, известность за пределами Финляндии получил проект Loituma).
Пастуший зов кулнинг, распространённый традиционно на территориях Норвегии, Швеции и Финляндии, является древнейшей музыкальной формой в Скандинавии.

### Опера
Первая финская опера была написана в 1852 году Фредриком Пациусом, немецким композитором, проживавшим в Финляндии. Пациус также положил на музыку стихотворение Йохана Рунеберга «Наш край»; впервые прозвучавшая в 1848 году, эта произведение стало гимном Финляндии.
В связи с распространением идей национализма в 1890-х годах стала широко известной симфоническая поэма Яна Сибелиуса «Куллерво» для мужского хора, солистов и оркестра, — по одному из сказаний народного финского эпоса «Калевала». В 1899 году Сибелиус написал симфоническую поэму для драматического театра «Финляндия», которая сыграла важную роль в финском национальном движении. До сих пор Ян Сибелиус остаётся одной из самых известных личностей Финляндии и одним из символом нации.
В наше время финская опера сохраняет свои традиции. Наиболее известные композиторы — Раутаваара Эйноюхани, известный своими операми «Винсент» (1986—1987) о Винсенте Ван Гоге и «Распутин» (2001—2003) об убийстве Григория Распутина); Линдберг Магнус; Аулис Саллинен, автор опер «Всадник» (1973—1974), «Красная черта» (1978) и «Куллерво» (1988) (эти три оперы основаны на финских исторических и фольклорных сюжетах), а также «Король отправляется во Францию» (1983), «Дворец» (1993) и «Король Лир» (1999); Саариахо Кайя, написавшая оперы «Любовь издалека» (2000), «Адриана Матер» (2006), «Страсти по Симоне Вайль» (2006), музыку к балетам («Маа», 1991, постановка Каролин Карлсон), вокальные сочинения («Из грамматики снов», 1989; «Замок души», 1996; «Четыре мгновения», 2002), струнные квартеты «Нимфея» (1987, на стихи Тарковского Арсения) и «Terra Memoria» (2007), концерт для скрипки с оркестром «Грааль-театр» (1994), пьесы для виолончели («Семь бабочек», 2000), концерт для виолончели и оркестра (2007, исполнитель Ансси Карттунен).
Автор одной из наиболее известных финских опер «Последние искушения» — композитор Йонас Кокконен.

### Рок-музыка

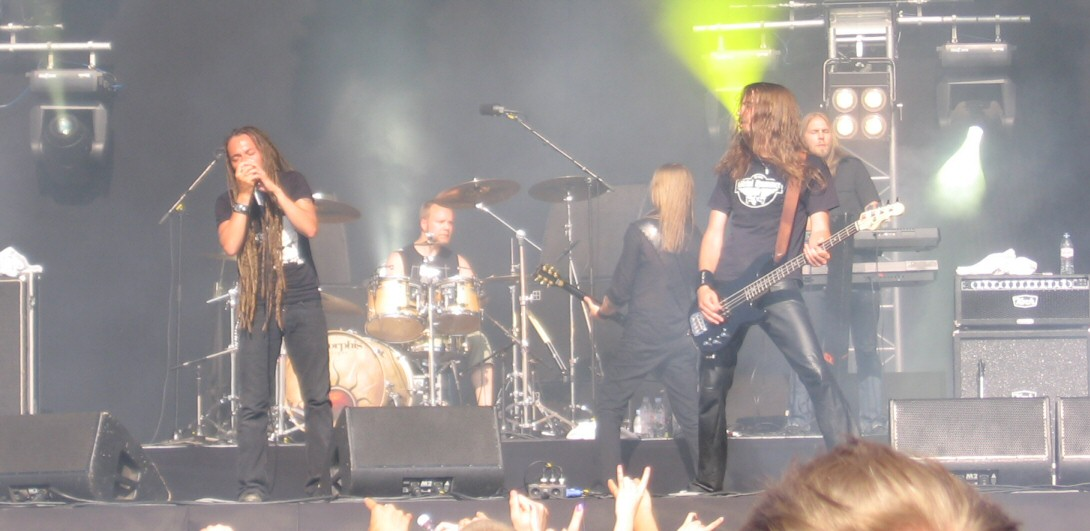
Финская группа Amorphis на фестивале Tuska Open Air

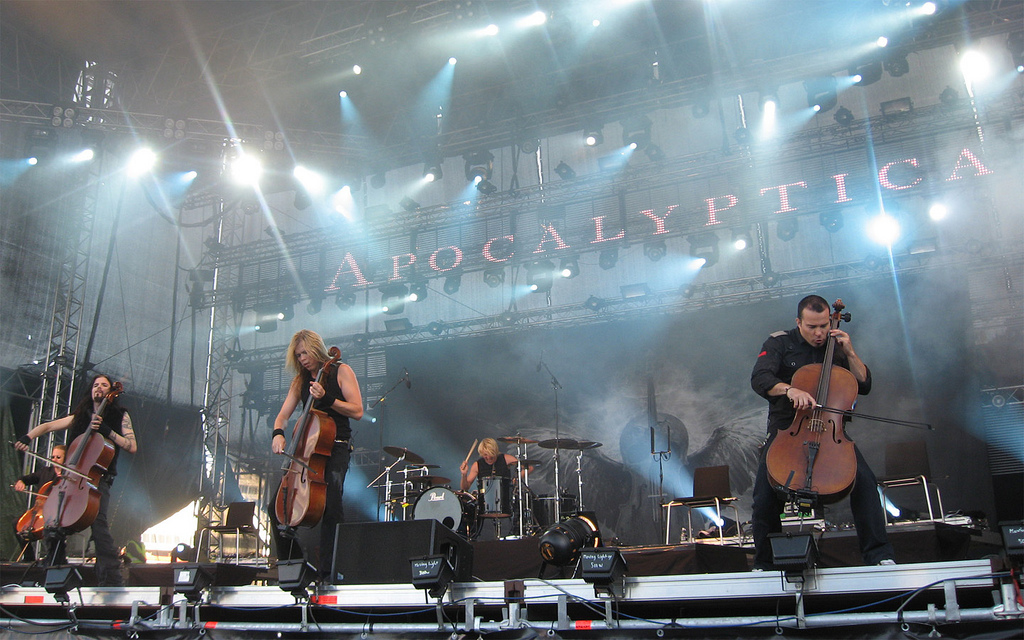
Финская группа Apocalyptica на фестивале Ruisrock

Как и во многих других странах мира, в Финляндии рок-музыка возникла под влиянием англо-американской музыки. Как и в других скандинавских странах, рок, и, в особенности, метал в Финляндии очень популярен, здесь проводятся ежегодные фестивали тяжёлого рока, такие как Tuska Open Air, Lumous, Jalometalli, Provinssirock, Ruisrock, Ilosaarirock, Sauna Open Air. Сейчас Финляндия — одна из мировых «столиц» тяжёлого рока и метала, наряду с Швецией, Великобританией и Германией.
Уже в 1970-х годах финские музыканты, вместо того, чтоб переводить иностранные хиты на финский, стали писать собственные песни. В течение десятилетия рок-группы страны, такие как Tasavallan Presidentti, Wigwam, Hurriganes добились успеха на родине, но так и остались малоизвестны за её пределами.
Начиная с 70-х годов начал развиваться и «классический» финский рок. Крупнейшие представители — певцы Хейкки Харма (Hector), Раули Сомерйоки, Туомари Нурмио, группы Popeda, Eppu Normaali, Sielun Veljet, Leevi and the Leavings и другие. 
В 1980-х годах своё развитие получила и культура панков; именно тогда стали известными Terveet Kädet, Hanoi Rocks.
Начиная с 1990-х, Финляндия занимает одно из центральных мест в рок-музыке. Группы из Финляндии, в особенности Nightwish, Apocalyptica, HIM, The Rasmus, Children of Bodom добились большой известности в мире. Среди других заметных представителей финской рок-сцены — Poets of the Fall, Negative, Amorphis, Finntroll, The 69 Eyes, Stratovarius, Sonata Arctica, Sentenced, Ruoska, Turmion Kätilöt, Enter My Silence, Leningrad Cowboys, Lordi, Korpiklaani, Ensiferum, Norther, Kotiteollisuus, Viikate, Lyijykomppania, Timo Rautiainen & Trio Niskalaukaus, Mokoma, Stam1na, Apulanta, Teräsbetoni, Maj Karma, Verjnuarmu, Klamydia, Värttinä и другие. 
В 2006 году финская группа Lordi одержала победу в конкурсе «Евровидение».

### Электронная музыка
В начале XXI века в Финляндии, как и во многих других странах, стала активно развиваться культура психоделического транса. Финские транс-музыканты (многие из них находятся влиянием трекерной культуры) создали в процессе особый подвид этой музыки, который так и называется — suomisaundi (другие названия spugedelic или freeform psy-trance). Жанр отличается очень вольным обращением с ритмом и звуком. Он снискал популярность за пределами страны, главным образом его поклонники, помимо Финляндии, сосредоточены в России, Японии, Австралии и Новой Зеландии.

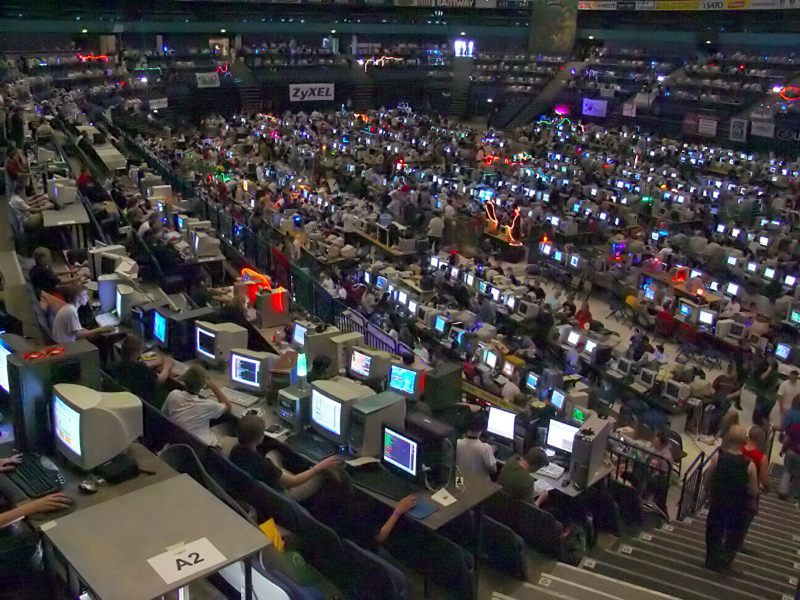
Демопати Assembly-2004 в Хартвалл Арена в Хельсинки

Помимо этого, Финляндия является одной из основных стран распространения так называемой демо-культуры («демосцены»), в рамках которой молодые финские пользователи ПК активно пишут электронную трекерную музыку (одна из культовых программ-трекеров Scream Tracker — финского происхождения). Именно в Финляндии с 1992 года проводятся крупнейшие в мире фестивали «народного» компьютерного творчества Assembly.
Широко известен в мире (в частности, в России) финский электронный танцевальный проект Bomfunk MC’s.

## Танцы
Финский танец всегда являлся межнациональной формой искусства и давал возможность поддерживать связи с соседними крупными городами, к примеру Санкт-Петербург, Стокгольм. Особое влияние на финский танец оказала северная столица России, но Стокгольм стал для финского танца практически вторым домом.
Центром финского танца был и есть город Хельсинки, хотя за несколько десятилетий его границы значительно расширились. В результате начавшегося в 1980-х годах профессионального обучения танцу его культура была вынесена далеко за пределы столицы. В 1990-е годы наблюдался художественный рост, связанный с созданием трупп, организацией фестивалей и т. п.
Несмотря на то, что финский танец творят финские танцоры, он отражает влияние многих течений современного танца. Наибольший вклад в эту культуру внесли немецкий театр и японское буто, контактная импровизация в ходе танца и техника раскрепощения. И всё равно, финский танец остаётся изолированным. Эстетика этого танца вытекает из культуры, в которой преобладает функциональная строгость. Возможно, именно поэтому, в финском танце физическое начало акцентируется так сильно. Может быть это и послужило причиной того, что многие финские хореографы уделяют большее внимание не качеству движения, а его физической выразительности. Они стремятся освободиться от общепринятых норм, потому их целью не является привлекательность тела.

### Национальный балет

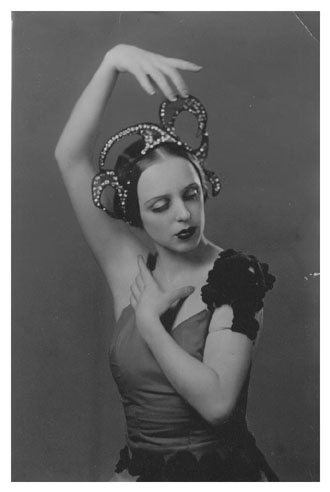
Люсия Нифонтова в 1920-е

21 мая 2012 года финский балет отметил своё 90-летие. Начав формирование в 1922 году, танец Финляндии впитал в себя классической традиции балета России и новаторские идеи из балета Германии. Формирование же подлинно национального финского балета следует отнести к 1950-м годам о чём свидетельствует тот факт, что в финском балете всегда было очень мало иностранных танцоров.
В 1906—1917 гг. артисты русского балета приезжали на гастроли в Гельсингфорс около десяти раз. Весной 1908 года в столице Финляндии выступала Айседора Дункан. Крупным событием 1908—1910 годов явились гастроли по Северным странам группы русских артистов Мариинского театра — А. П. Павловой, Л. Н. Егоровой, Е. П. Эдуардовой, Н. Г. Легата, А. Р. Больма. Организатор этих гастролей, будущий директор Оперного театра Эдвард Фацер стал создателем финской балетной труппы. В 1911 году на своих танцевальных концертах дебютировали первые финские артисты танца — Мэгги Грипенберг, Тойво Нисканен и Т. Детерхольм.
Осенью 1921 года при Финской национальной опере была создана балетная труппа. Эдвард Фацер, который до перехода на пост директора оперы управлял концертным бюро «Фацер» в Хельсинки и имел тесные связи с Россией и балетом Мариинского театра, пригласил на должность учившегося в Санкт-Петербурге у Николая Легата балетмейстера Жоржа Ге (Грёнфельдта) и обучавшихся в Петрограде артистов Эльзу Вилль, А. Сакселина, Мэри Пайшеву, Е. Лютикову и Ольгу Облакову. В январе 1922 года первой постановкой балетной труппы стало «Лебединое озеро» в полном объёме (в главной партии М. Пайчева). Позднее Ге поставил в Хельсинки (также сохраняя в неприкосновенности хореографию) балеты М. М. Фокина «Сильфиды», «Петрушка», «Шехеразада», «Видение розы», а также «Тщетную предосторожность». В них выступали ученица Ге Люсия Нифонтова и её партнёр А. Мартикайнен.
Балетмейстер Георг Ге возглавлял труппу до 1935 и c 1955 по 1962 годы; с 1935 по 1954 годы балетмейстером был окончивший Императорскую балетную школу Александр Сакселин, с 1962 — Н. Берёзов. Репертуар труппы состоял из произведений Мариуса Петипа и Льва Иванова, а также из русских версий романтичного балета, которые Сакселин и Ге обрабатывали с учётом возможностей небольшой балетной труппы. В Хельсинки увидели также несколько финских версий произведений, входивших в репертуар Русский балет Дягилева.
В 1931 году появился первый финский полномерный балет «Голубая жемчужина», хореографию которого на музыку композитора Эркки Мелартина выполнил Жорж Ге.

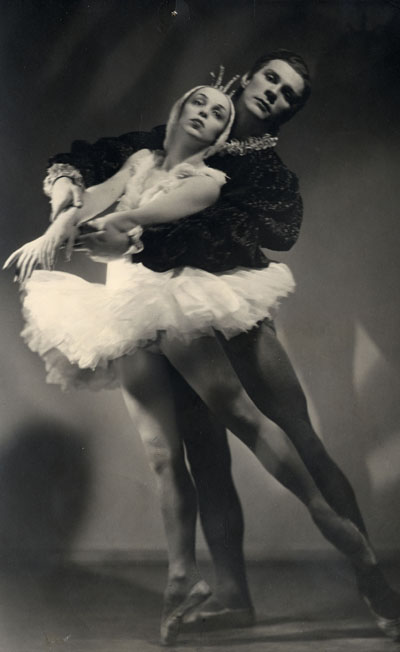
«Лебединое озеро» Люсия Нифонтова и Клаус Салин 1945 год

С 1940 по 1960 годы репертуар финского балета включал: «Спящую красавицу» (балетмейстер М. Скипинг, позднее — Н. Берёзов), «Коппелию»; «Испытание любви» на музыку Моцарта (оба — балетмейстер Н. Берёзов), «Эсмеральду», «Весну священную»; «Сюиту в белом» на музыку Э. Лало, «Ромео и Джульетту» на музыку Чайковского и «Жар-птицу» (все — балетмейстер С. Лифарь), «Фрёкен Юлию» (балетмейстер Б. Кульберг); «Этюды» и «Картсилуни» Рисагера (балетмейстер Х. Ландер). Советские балетмейстеры поставили «Бахчисарайский фонтан» (балетмейстер Р. В. Захаров), «Жизель» и «Каменный цветок» (балетмейстер Л. М. Лавровский).
Создавались и национальные балеты: «Скарамуш» Яна Сибелиуса (1935, балетмейстер Сакселин; 1955, балетмейстер И. Коскинен), «Сага» и «Туонельский лебедь» на музыку Я. Сибелиуса (балетмейстер А. Сакселин), «Голубая жемчужина» на музыку Э. Мелартина, «Песси и Иллюзия» Соннинена (оба — балетмейстер И. Коскинен).
C 1930 по 1950 годы ведущими танцовщицами были Ирья Коскинен, Маргарета фон Бар, Дорис Лайне, Лийса Такселл, Эльза Сюльвестерссон, Май-Лис Раяла, Ирина Худова, Кари Карнакоски; танцовщики — Клаус Салин, Лео Ахонен, Й. Лэтти. Среди молодых артистов 1970-х годов: М. Тервамо и Матти Тикканен (часто выступали за рубежом), Сорелла Энглунд (выступала в Королевском датском балете).
В 1970-е годы труппу возглавляли Н. Берёзов, Э.Сюльвестерссон, А. Картер, И. Худова.
При оперном театре с 1920-х годов работает балетная школа.
Финский балет, как и многие другие виды исполнительного искусства Финляндии, по мнению финского критика Аули Рясянен, стремится к эмоциональному выражению и созданию трогательных характеров, при этом ощущается постепенный отход от традиций русского балета и переход к средствам выразительности балетов Франции и Америки.
Среди современных финских хореографов — Йорма Эло (постановка «Slipe to Sharp» («Затачивая до остроты»), Йорма Уотинен.

## Изобразительное искусство

### Живопись
Древнейшими памятниками финского изобразительного искусства являются росписи средневековых каменных и деревянных церквей. Самыми выдающимися церковными живописцами того времени были Хенрикус Пиктор и Микаэль Топпелиус.
XVIII век был ознаменован появлением нового жанра, ставшего впоследствии основным для этого периода, — портретный жанр, мастером которого стал Исак Ваклин (1720—1758).
Жанровая живопись начинает набирать обороты на рубеже XVIII и XIX веков. И самым видным художником того времени стал Александер Лауреус (1783—1823).
C созданием Общества художников в Финляндии в 1846 году живопись поднялась на новый уровень. Общество проводило выставки отечественных художников и даже организовывало начальное художественное обучение. Первая в Финляндии публичная коллекция изобразительного искусства, возникшая в результате деятельности Общества, положила начало национальной художественной галерее «Атенеум».
К национальной тематике в изобразительном искусстве впервые обратился Роберт Экман (использовал в своих произведениях сюжеты из «Калевалы») и член Петербургской Академии художествВернер Холмберг. Выдающимися художниками-анималистами XX века были братья Магнус фон Вригт и Фердинанд фон Вригт.

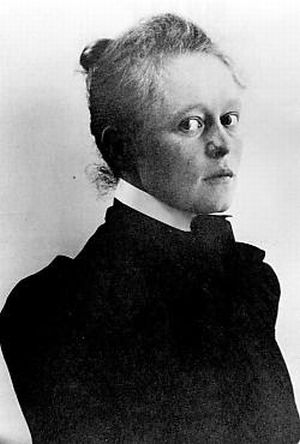
Хелена Шерфбек (1862—1946)

Последние десятилетия XIX века послужили для финской живописи золотым периодом. Украшением общества художников этого периода стали: Альберт Эдельфельт (также член Петербургской Академии художеств); Аксели Галлен-Каллела — живописец, график и дизайнер, творчество которого стало национальной гордостью страны; Ээро Ярнефельт — крупнейший портретист и художник бытового жанра; Пекка Халонен — мастер лирического пейзажа, создавший в том числе и монументальные композиции; маринист Оскар Клейнех. Одни из самых интересных финских художниц конца XIX — начала XX века — Эллен Теслефф и Хелена Шерфбек.
Магнус Энкель и Хуго Симберг стали самыми известными представителями символизма. В 1930-е годы уже начали отмечаться признаки финского сюрреализма и появились первые художники-наивисты такие, как Сулхо Сипиля, Вилхо Лампи. В 1933 году в Хельсинки возникло Общество русских художников, объединявшее финских художников русского происхождения. 1950-е годы стали известны благодаря очередному подъёму финской графики, тогда и выделились своей индивидуальностью в этом жанре Пентти Каскипуро и Пентти Лумикангас, помимо графики десятилетие было ознаменовано первой волной конкретизма. Неореализм стал развиваться в 1960-х годов, самыми выдающимися художниками этого жанра были Яакко Сиевянен, Эско Тирронен, Юхани Харри, Киммо Кайванто и Рейдар Сярестениеми, а в 1970-х годов стал сильным направлением, но часто дополнялся марксистскими нюансами. В те же 1970-е годы абстрактная живопись, существовавшая в рамках конкретизма, стала несколько отличаться от первой волны жанра, став более многообразной.
В 1970 году вокруг галереи Яна Малландера (фин. Jan Olof Mallander) «Халват хувит» («дешёвые развлечения») образовалась группа художников, притесненных господствующими неореализмом и конкретизмом, под названием «Элонкоряаят» («Жницы»). Эти художники пытались найти новый подход к искусству и к жизни. Им были одинаково интересны восточная философия и биодинамическое питание. И именно в галерее «Халват хувит» были организованы первые выставки таких художников, как Олли Лютикяйнен и Илкка-Юхани Такало-Эскола.
1980-е годы прославились очередным переворотом, а именно, появлением постмодернизма. Экономический рост на рынке искусства предопределил возрастание количества галерей и моментальную продажу выставок. Искусство становилось модным объектом инвестиций на тот момент. Это десятилетие акцентировало своё внимание на совершенно разных художниц: Леэну Луостаринен, Марьятту Тапиолу, Силью Рантанен. Леэна Луостаринен изначально воспевала семейство кошачьих на своих полотнах, позже, перешла к пресмыкающимся. Марьятта Тапиола славилась своей экспрессивностью, поначалу несколько нервной и чувствительной, после — театрализованной и агрессивной. В течение многих лет любимой темой Тапиолы была тема туш животных, которая навевала зрителю мысли о смерти. Силья Рантанен отличалась относительно сдержанным искусством. Она создавала визуальные облики, прообразы которых можно увидеть в живописи эпохи Возрождения. В связи с ростом видеоискусства и концептуализма количество подвидов искусства увеличилось. Одним из первооткрывателей такого выразительного средства стала Марикки Хакола, которая изучала отношение человека к средствам информации. Киммо Сарье, произведения которого сочетали советские средства выразительности с модернистским авангардом, стал одним из ведущих представителей финского постмодернизма и концептуализма в 1980-х годах.
1990-е годы ещё больше разнообразили финское изобразительное искусство. Феминистские идеи и философские телесности давали почву для творчества современных финских художников. Многие художницы обращались к политическому и идеологическому значению пола, для них изменчивость, спектр идентитетов и их изучение стали наиболее важными темами. Художники стали осознанно смешивать элементы фигуральной и нефигуральной живописи в своих произведениях, стирая разницу между фигуративными и абстрактными деталями. Произведения Янне Кайталы, Юкка Коркейлы и Янне Ряйсянена представляют собой экспрессивный стиль, связанный с кинематографией и комиксами, сочетающий в одинаковой степени художественно-исторические цитаты и изобразительные элементы популярной культуры.
Марианне Уутинен, начавшая в 1980-х годах, создает собственный стиль, иронизирующий над автономностью современной живописи. Вылитые и выжатые краски на её картинах привносят в них осязаемость. Стиль Нины Руус более сдержан. Понимание её картин требует от зрителя смирения и усилия из-за нарочито мутного мира форм. Юсси Нива изучал картины как объект и физический предмет, потому превратил грунт в предметный объект.
Широкую известность приобрели перфомансы современного финского художника Яани Лейнонена.

### Скульптура
Скульптура как жанр искусства в Финляндии начала развиваться лишь в середине XIX столетия. Среди талантливых скульпторов можно отметить Йоханнеса Таканена, Роберта Стигелла, Эмила Викстрёма, Алпо Сайло, Юрьё Лийполу и Гуннара Финне.
Среди современных скульпторов Финляндии: Ханна Вихрияля, Антти Маасало, Рафаэль Сайфулин.

## Кинематограф
Началом эпохи кино в Финляндии считается 28 июня 1896 года, когда в Хельсинки братья Люмьер организовали первый кинопоказ на территории Финляндии. Первые серьёзные работы, снятые местными мастерами, появились в 1904 году; в одном из первых фильмов было показано, что делают дети в школе на переменах. 

В 1907 году появился первый игровой фильм — «Тайные самогонщики».
В 1926 году впервые финскими кинематографистами был применён монтаж.
Первый звуковой фильм вышел на экраны в 1931 году.
Для финского кинематографа, особенно в начальный период, характерен свои стиль и собственные художественные приемы; помимо этого модные в то время жанры — триллер, вестерн, гангстерский фильм, — не развивались в Финляндии.
Наибольшее влияние на творчество режиссёров 1960-х — 1970-х годов оказал режиссёр Нюрки Тапиоваара. Его фильмы «Украденная смерть», «Юха» и «Путь человека» получили признание среди зрителей. Многие фильмы были сняты по повестям и романам известных национальных писателей. Так, фильмы «Путь человека» (реж. Нюрки Тапиоваара), «Месяц урожая» (реж. Матти Кассила) были сняты по роману Ф. Э. Силланпяя. 
Были также экранизированы произведения Алексиса Киви: фильм «Сельский сапожник», имевший большой успех, был снят режиссёром Эркки Кару. 
Режиссёр Теуво Тулио экранизировал роман Йоханнеса Линнанкоски «Песня об огненно-красном цветке». 
Военная тема нашла своё отражения и в экранизации романа Вяйне Линна «Неизвестный солдат», сделанной Эдвином Лайне.
Начало 1960-х годов стало примечательным поиском новых художественных стилей. Свой вклад в развитие новых жанров, совершенствование художественных форм внесли такие фильмы, как «Белый олень» Эрика Бломберга, «Голубая неделя» Матти Кассила, «Земля — это грешная песня» Рауни Моллберга, «Игра случая» Ристо Ярва, «Братья» Эркки Кивикоски, «Мальчишки» Микко Нисканена, «Портреты женщин» Йорна Доннера, комедии Спеде Пасанена, фильмы-фарсы Петера фон Бага.
1970-е — 1980-е годы характеризуются обращением финского кинематографа к общечеловеческим темам, его интернационализацией, что дало возможность финскому кино найти зрительскую аудиторию по всему миру. Национальный комитет по кинематографии, созданный в 1969 году, который каждый год представляет финскую кинопродукцию на крупных фестивалях, организует фестивали и в Финляндии, оказывает большую помощь в поиске зарубежного зрителя. В 2013 году фильм «Ученик» кинорежиссёра Ульрики Бенгтс был номинирован на премию «Оскар» Американской академии кинематографических искусств.
В связи с развитием телевидения, а позже и натиском видеопродукции, мировое кино пережило серьёзный кризис, о чём говорит сокращение зрительской аудитории.
В настоящее время в Финляндии ежегодно выпускается около 4 полнометражных игровых фильмов, большое количество телевизионных, короткометражных, документальных и мультипликационных фильмов.

## Архитектура
В XII—XIII веках складываются традиции каменной архитектуры. Древнейший архитектурный ансамбль, примыкающий к средневековому кафедральному собору, сохранился в городе Турку. Для XIV века типичны небольшие сельские каменные церкви — прямоугольные в плане, с высокой двухскатной кровлей, низкими пристройками — ризницей с северной стороны и притвором с южной. Стены возводились из неотесанного камня, своды — из кирпича. Деревянное зодчество тесно связано с традициями народного строительного мастерства и сохраняло сравнительную независимость (церкви в Торнио, XVII век, и Кеуру, XVIII век).
Процесс осознания национальной самостоятельности, затронув все области финской культуры, стал основой для формирования национальной художественной школы XIX века. В архитектуре и живописи возрождались традиции народного ремесла, деревянной резьбы, средневековой монументальной живописи и зодчества, характерным стало обращение к темам национальной истории и фольклора. Старый центр Хельсинки построен в основном по проектам Карла Энгеля в первой половине XIX века. Этот замечательный памятник архитектурного стиля ампир имеет большое сходство с ансамблями Санкт-Петербурга. В начале XX века в финской архитектуре ярко проявился национальный романтизм, упрочивший связь между зданием и его природным окружением. Сами здания отличались живописно-декоративной трактовкой архитектурных форм, воскрешающей образы финского фольклора; в строительстве широко использовались местный природный камень. Наиболее известные произведения — здания Национального музея Финляндии, Национального театра, Скандинавского банка и железнодорожного вокзала в Хельсинки. Ведущими фигурами этого движения были Элиэль Сааринен, Ларс Сонк, Армас Линдгрен и Герман Гезеллиус. Национальный романтизм прочно вошёл в историю мировой архитектуры.
Функционализм, введённый в Финляндии Алваром Аалто и Эриком Брюггманом в межвоенный период, пропагандировал свободную организацию объёмов и пространств, асимметрию композиций, удобство планировки. Здание телефонной станции и кафедральный собор в Тампере, созданные Ларсом Сонком, считаются шедеврами этого направления. Были построены практичные и комфортабельные жилые дома, школы, больницы, магазины, промышленные предприятия. Эстетическая ценность этих зданий заключена в самой их конструкции, выполненной без излишней орнаментации.
В послевоенный период основное внимание уделялось проблемам массового жилищного и общественного строительства. Простота и строгость архитектурных форм наряду с широким использованием современных строительных конструкций, хорошо заметные, например, в застройке районов Эспоо Тапиола и Отаниеми, характерны для творчества многих выдающихся мастеров (Алвар Аалто, Эрик Брюггман, Вильо Ревелл, Хейкки Сирен). Под влиянием идей структурализма появились жилые комплексы с компактной застройкой асимметричных, геометрически четких групп домов (район Кортепохья в Ювяскюле, район Хакунила в Хельсинки и др.). Признанные современные архитекторы — Рейма Пиетиля, Тимо Пенттила и Юха Лейвискяя — лауреат премии Карлсберга 1995, Тимо Сарпанева — победитель многих международных конкурсов в области дизайна.

## Музеи
В стране более 200 музеев. 
По появившейся с мая 2015 года единой музейной карте (продаётся в кассах музеев и действует в течение года) можно посетить все эти музеи
.
- Национальный музей Финляндии
- Музей Ленина (Тампере)
- Военный музей (Хельсинки)
- Артиллерийский музей Финляндии
- Танковый музей (Парола)
- Музей ВВС Финляндии
- Музей радио и телевидения
- Художественный музей Каяани
- Художественный музей Кеми
- Художественный музей Синебрюхова
- Музей Амоса Андерсона
- Музей Сатакунты
- Дом-музей Ett Hem  — единственный в Финляндии музей дворянского быта, расположен в Турку.

см. также: Категория:Музеи Финляндии

## Дизайн

### Ювелиры Финляндии
В XIX веке доля финских ювелиров в гильдии золотых и серебряных дел мастеров в Санкт-Петербурге составляла четвертую часть. Часть из них, получив образование и опыт в своём деле, возвращались в Великое княжество Финляндское, где получали бюргерские права, но большинство оседало в столице Российской империи. Одним из первых финских ювелиров середины XVIII века, получивших образование в Санкт-Петербурге и ставших позднее поставщиком императорского двора был Юхан Блум, а та же его коллега Самуэль Мальм, работавшие как стиле французского неоклассицизма, так и стиле рококо. Карл Бреденберг, напротив, приехал в Россию уже сформировавшимся мастером. В современной коллекции Эрмитажа находится много экспонатов другого финского ювелира конца XVIII — начала XIX веков — Петера Энерута, работавшего в стиле неоклассицизма.
В стиле ампир, вошедшем в моду в царствование Александра I, работали в Санкт-Петербурге и Москве мастера из Великого княжества Финляндского Юхан Окерблум (1780—1822 швед. Johan Fredrik Åkerblom), Густав Линдгрен (швед. Gustav Lindgren), Хенрик Петман (Henrik Petman), Томас Скотт, Генрих Таллберг, Густав Бернстрём, Карл Савари и Генрих Таппер. Вышедшие из городов южного побережья Финляндии и получившие азы мастерства у себя на родине, все они позднее получили в Санкт-Петербурге статус поставщиков императорского двора, что свидетельствует о их высоком профессионализме как ювелиров.
Из 20 ювелиров, работавших в период 1872—1917 годов в корпорации дома «Фаберже», 14 были выходцами из Финляндии, а двое — Эрик Коллин и Хенрика Вингстрёма были главными ювелирами (клеймо Хенрика Вингстрёма «H.W.» стоит на 12 из 50 пасхальных яйцах Фаберже). Другим известным ювелиром-дизайнером фирмы была Алма Пил, спроектировавшая яйцо «Зимнее» (1913) и «Мозаичное» (1914).
В корпорации Фаберже работали также и другие финские мастера — Йохан Аарне, Карл Армфельдт, Август Хольминг, Андерс Невалайнен, Стефан Вякевя, Альфред Тилеман. Мастерские финских ювелиров располагались в разных местах Санкт-Петербурга: мастерская Августа Хольминга действовала на Казанской ул., 35; рядом, в доме 39, работал мастер Габриэль (Каапро) Нюкканен (1854—1921), который поставлял Фаберже золотые и серебряные портсигары. Мастерская Стефана Вякевя специализировалась на изготовлении серебряных вещиц, чайных и кофейных сервизов. Были широко известны портсигары мастера Хейкки (Генриха) Каксонена. В мастерской Августа Холмстрёма были созданы такие шедевры, как «Корзина ландышей», миниатюрные копии императорских регалий, пасхальное яйцо «Мозаичное».

### Современные дизайнеры Финляндии
Вирпи Вессанен-Лаукканен создаёт почти сказочные произведения, например платья из пёстрых конфетных обёрток, изготовление которых требует зачастую многолетней кропотливой работы. Также Вирпи коллекционирует кукол, занимается фотографией. Также дизайнер ведёт преподавательскую деятельность: знакомит детей и взрослых с искусством в школах и высших учебных заведениях. С 1983 года Вирпи принимает участие в выставках как в Финляндии, так и за рубежом. Пишет статьи о художественном воспитании.
Эса Весманен — молодой дизайнер интерьера. Эса Весманен специализировался на изучении истории кухонных помещений и их создании.
Клаус Хаапаниеми — графический дизайнер года 2008 по мнению Ассоциации дизайнеров Ornamo и Grafia за инновацию, художественную ценность. Дизайнер живёт и творит в Лондоне. Занимается тем, что рисует комиксы, иллюстрирует книги и уважаемые журналы. Также создаёт принты для ведущих представителей мира моды. Среди них Cacharel, Diesel, TopShop, Levi’s. Клаус Хаапаниеми активно участвует в выставках в Хельсинки, Сеуле, Осло, Лондоне. На стиль дизайнера повлияли такие явления культуры, как финские национальные традиции, Калевала, славянская и японская культуры.
Одним из современных дизайнеров, иллюстраторов и создателей комиксов является Вилле Тиетявяйнен, получивший в 2012 году престижную премию Finlandia за альбом «Näkymättömät kädet» (Незримые руки).

## СМИ
см. Категория:Средства массовой информации Финляндии
В Финляндии много коммерческих медиакомпаний, которые издают газеты и владеют теле- и радиоканалами, действует свобода печати. В Финляндии есть возможность следить за новостями также на шведском, английском и русском языках. 
- Пресса: газеты (в Финляндии выходит более двухсот газет; большинство газет являются областными, региональными или местными, более полусотни выпускаемых газет – городские издания, распространяющиеся бесплатно. Особенно популярны национальные издания Helsingin Sanomat, Ilta-Sanomat[англ.] и Iltalehti[21]) и журналы (Mehiläinen («Пчела») — первый финноязычный журнал, с 1836)
- Радиовещание: см. Категория:Радиостанции Финляндии ; в Финляндии вещает ряд радиоканалов, подавляющее большинство этих каналов можно слушать также в Интернете. Большинство радиоканалов осуществляет вещание на финском языке.
- Телевидение: см. Категория:Телевидение в Финляндии (Yle  — акционерное общество, осуществляющее теле- и радиовещания в Финляндии, до 1986 года обладавшая монополией на него)
- Интернет в Финляндии[22]

## Кухня
Финская кухня отражает особенности быта людей, причём в разных регионах страны она заметно отличается. Хотя, безусловно, есть и общие особенности. Во-первых, слабое использование специй, во-вторых, обилие рыбных блюд. Использование пряных трав подчас весьма оригинальное. Так, в летний сезон в ресторане может быть подано блюдо, украшенное побегом гороха.
К национальным финским напиткам может быть отнесено пиво (olut, kalja).
На десерт финны подают ягодные пироги и кисель.

## Праздники и выходные

### Праздники
Многие праздники Финляндии не имеют постоянной даты. Большинство финских праздников связано с лютеранской традицией, а дата многих церковных праздников ежегодно меняется: они отсчитываются от пасхи или приходятся на воскресенье.
Ещё одна особенность праздников в Финляндии: если праздник приходится на выходной день, он не переносится на ближайший будний день, как это практикуется в России, а «пропадает».
Хотя финны сами шутят, что усердный финн бывает в церкви три раза в жизни: на крестинах, свадьбе и похоронах, праздники свои ценят и готовятся к ним заранее. Канун самых почитаемых праздников Финляндии — тоже выходной день.
- 1 января — Новый год
- 6 января — Лоппиайнен
- Пасха — меняющаяся дата. Выходные приходятся на страстную пятницу, воскресенье и второй день пасхи, понедельник. В 2009 году Пасху в Финляндии отмечали 9-13 апреля.
- 1 мая — Ваппу, карнавал студентов
- Хелаторстай — Вознесение, 40 день после пасхи, четверг. В 2008 году Хелаторстай пришёлся на 1 мая
- Хеллунтай — Троица, 50 день после пасхи, воскресенье
- Юханнус и День финского флага отмечаются в субботу между 19 и 25 июня. Пятница накануне праздника тоже выходной
- День всех святых — первое воскресенье ноября
- 6 декабря — День независимости Финляндии
- Рождество в Финляндии отмечается три дня: 24 декабря — канун Рождества, 25 декабря — Рождество, 26 декабря — второй день Рождества — день святого Тапани

Праздники Финляндии, не выходные дни
Ниже перечислены финские праздники, которые не являются выходными. Но от этого они не менее любимы и почитаемы. В дни праздников над Финляндией развеваются финские флаги: над административными зданиями, над предприятиями, учреждениями и над обычными домами.
Каждый финн имеет право отметить любое торжественное событие поднятием финского государственного флага. Финны поднимают над своими домами флаги не только в дни официальных праздников, а по любому подходящему поводу — например на свадьбу, спортивные мероприятия, окончание учёбы.
- 5 февраля — День Рунеберга.
- 28 февраля — День Калевалы, или День финской культуры (в этот день в 1835 году Элиаса Лённротом была поставлена подпись под предисловием к первому изданию карело-финского эпоса «Калевала»).
- 19 марта — День равноправия, посвящённый Минне Кант.
- 9 апреля — День Микаэля Агриколы, день финского языка.
- 27 апреля — День ветеранов, участвовавших в Зимней войне (1939—1940), Войне-продолжении (1941—1944) и Лапландской войне (1944—1945).
- 12 мая — День финского самосознания, посвящённый Йохану Снелльманну. Благодаря его усилиям финский язык получил статус государственного языка Финляндии.
- 4 июня — день рождения маршала Карла Густава Маннергейма, День Вооружённых сил.
- 6 июля — День Эйно Лейно, день поэзии.
- 10 октября — День Алексиса Киви, день финской литературы.
- 24 октября — День объединённых наций.
- 6 ноября — День шведского самосознания, день смерти короля Густава II Адольфа.

Праздники, отмечаемые в выходные
- Второе воскресенье мая — День матери;
- Третье воскресенье мая — День памяти павших;
- Второе воскресенье ноября — День отца.

Неофициальные праздники
- 14 февраля — День дружбы, или День святого Валентина.
- Первое апреля.
- 25 июля — День Якова, или день окончания купального сезона[23].

История праздников Финляндии
Ещё в начале XVIII века во время шведского правления в альманахе были отмечены красным цветом именины царских особ, которые для простолюдинов были выходными днями. Например, в 1730 году так отмечались дни Фридриха, Элеоноры и Ульрики.
Эта же традиция продолжилась при российских царях. В XIX веке выходными днями были именины Алексея, Михаила, Александра, Александры и Марии, день восшествия здравствующего императора на престол, а также дни рождения императора и императрицы, вдовствующей императрицы и наследника. В конце XIX века выходным стал день железнодорожной катастрофы под станции Борки, во время которой чудом спаслась семья императора Александра III.
Первым решением финского сената после принятия Финляндией независимости была отмена праздников, связанных с императорской фамилией. В альманахе остались только церковные праздники.
Первым праздником независимой Финляндии стал День независимости, который отмечается 6 декабря. Постепенно сформировался список новых выходных и памятных дней, сейчас их в финском альманахе насчитывается около тридцати.

## Культура Финляндии в мире
Финляндия — одна из многих стран Европы, активно развивающая институт культурной дипломатии. Так, в мире существует 17 организаций, так называемые «Институты Финляндии», которые отвечают за формирования представления о культуре Финляндии у граждан других стран.

### Институт Финляндии в Санкт-Петербурге
Институт Финляндии в Санкт-Петербурге был основан в 1992 году. Его основателями стали 36 городов, университетов, обществ, церквей и предприятий Финляндии. Реализуя свою цель, то есть содействуя сотрудничеству между Россией и Финляндией в области науки и культуры, Институт Финляндии сам разрабатывает и реализует разнообразные музыкальные, театральные, кино- и фотопроекты, а также, содействует реализации проектов, в конечном счёте направленных на развитие культурных связей между Финляндией и Санкт-Петербургом, проходящих в рамках действий других культурных институтов города.
Среди проектов Института, реализуемых в последние несколько лет, следует особо отметить Международный Музыкально-Поэтический фестиваль «В сторону Выборга» (Kohti Viipuria). Цель фестиваля — возродить исторические и культурные традиции Карельского перешейка, когда-то служившего коридором между Финляндией и Россией.
Третий международный музыкально-поэтический фестиваль «В сторону Выборга»
В 2010 году Институт Финляндии в Санкт-Петербурге уже в третий раз проводит международный музыкально-поэтический фестиваль «В сторону Выборга». «Маршрут» фестиваля 2010 года, помимо Выборга, захватит Сестрорецк, Репино, Комарово и Зеленогорск.

## Список литературы
- Мейнандер, Хенрик. История Финляндии. Линии, структуры, переломные моменты / Пер. со швед. Зинаиды Линден. — М.: Издательство «Весь мир». — 248 с. — (Национальная история). — 3000 экз. — ISBN 978-5-7777-0429-0.
- Сто замечательных финнов : Калейдоскоп биографий : [арх. 5 января 2022] / ред. Т. Вихавайнен; пер. с фин. И. М. Соломеща. — Хельсинки : Общество финской литературы, 2004. — 814 с. — ISBN 951-746-522X. (Сто замечательных финнов)